# Mariana (Còrsega)
Mariana (en llatí: Colonia Mariana a Caio Mario deducta, en grec antic: Μαριανή) va ser una ciutat de la costa oriental de Còrsega. Era una colònia romana fundada per Gai Mari. Plini el Vell i Pomponi Mela l'esmenten com a ciutat amb rang colonial, i va ser una de les dues principals ciutat de l'illa.
Podria haver ocupat el lloc de l'antiga ciutat grega de Nicea esmentada per Diodor de Sicília. Al començament de l'època cristiana era la seu d'un bisbe que després es va traslladar a Bàstia. Les seves ruïnes encara existeixen a la desembocadura del riu Golo a uns 45 km al nord d'Alèria i uns 22 al sud de Bàstia.